# Jeff Hirshfield
Jeffrey Lee Hirshfield (* 22. August 1955 in New York City, New York) ist ein amerikanischer Jazz-Schlagzeuger.
Hirshfield wuchs in Long Island auf. Bereits während seiner Highschoolzeit hatte er Gelegenheit, mit Musikern wie Zoot Sims, Ray Nance, Charles McPherson und Clark Terry zu arbeiten. Er hatte auch Unterricht bei Ed Soph und Frankie Malabe.
Von 1977 bis 1988 unternahm er Tourneen mit Mose Allison, Woody Herman und anderen. Danach ließ er sich wieder in New York nieder, wo er u. a. mit John Abercrombie, Paul Bley (Notes on Ornette), Fred Hersch, Randy Brecker, Jim Hall, Eliane Elias, John Zorn, Bob Belden und anderen auftrat und aufnahm. Mit Rainer Böhm und dem schottischen Bassisten Aidan O’Donnell gründete er ein Trio, das 2009 das Album Red Line veröffentlichte und 2010 auch in Deutschland tourte. Außerdem nahm er mit Vic Juris auf, zu hören auf den Alben Night Tripper (1995), Music of Alec Wilder (1996) und Remembering Eric Dolphy (1998). Des Weiteren war er u. a. auf Jamie Baums Album What Times Are These (2024) beteiligt.